# Stazione di Borgo San Dalmazzo
Stazione di Borgo San Dalmazzo vasútállomás Olaszországban, Borgo San Dalmazzo településen.

## Vasútvonalak
Az állomást az alábbi vasútvonalak érintik:
- Cuneo-Limone-Ventimiglia-vasútvonal
- Cuneo-Boves-Borgo San Dalmazzo-vasútvonal

## Kapcsolódó állomások
A vasútállomáshoz az alábbi állomások vannak a legközelebb:
- Stazione di Roccavione
- Stazione di Cuneo
- Fontanelle di Boves railway stop